# Magdalena Grzywa
Magdalena Grzywa (Czernichów, 15 settembre 1979) è un'ex biatleta polacca.

## Biografia
In Coppa del Mondo esordì il 15 gennaio 1999 a Ruhpolding (12ª°) e ottenne l'unico podio il 16 gennaio 2003 a Ruhpolding (3ª).
In carriera prese parte a un'edizione dei Giochi olimpici invernali, Torino 2006 (71ª nell'individuale, 7ª nella staffetta), e a sei dei Campionati mondiali di biathlon (8ª nella staffetta a Oberhof 2004 il miglior piazzamento).

## Palmarès

### Mondiali juniores
- 2 medaglie:
  - 2 bronzi (sprint, staffetta a Pokljuka 1999)

### Coppa del Mondo
- Miglior piazzamento in classifica generale: 56ª nel 2000
- 1 podio (a squadre):
  - 1 terzo posto